# Морозов Григорій Сергійович
Генерал-майор Григо́рій Сергі́йович Моро́зов (нар. 1798 — пом. після 1857) — інженер Російської імперії.

## Життєпис
Григорій Сергійович Морозов народився 1798 року.
Навчався в Одеському шляхетному інституті, потім в Санкт-Петербурзі в Інституті корпусу інженерів шляхів сполучення, який закінчив 1814 року. З 1815 року перебував на службі прапорщиком, у 1835 році отримав чин інженера-полковника, у 1842 році — генерал-майора.
З 1827 року працював в Миколаєві, з 1831 року — в Одесі. Як член Будівельного комітету брав активну участь у забудові міста, зокрема зведенню кварталів карантину, гігантських сходів з бульвару до моря тощо. Також перевіряв кошториси, виконував розрахунки технічних рішень.
Пішов у відставку у 1857 році.
Був похований на Першому Християнському цвинтарі Одеси. 1937 року комуністичною владою цвинтар було зруйновано. На його місці був відкритий «Парк Ілліча» з розважальними атракціонами. Нині достеменно відомо лише про деякі перепоховання зі Старого цвинтаря, а дані про перепоховання Морозова відсутні.

## Проєкти
В Одесі:
- Розробив проєкт пасажирської споруди в карантині (1835).
- Перебудував оборонні казарми.
- Брав участь у розробці генерального плану Одеси (1844—1849, автор Франциск Моранді).
- в Миколаєві спроєктував переправу через Південний Буг (1832).[1]